# Vaglie
Vaglie (El Vèje nel dialetto locale) è una piccola frazione del comune di Ventasso in provincia di Reggio Emilia, è divisa in due borghi: Vaglie vecchia, dove si possono ancora ammirare gli “stanzìni del freddo”( i vecchi frigoriferi), le abitazioni con intonaco in argilla e i lavatoi, e Coperchiaia da cui si gode della vista della Pietra di Bismantova, il monte Cusna e il monte Ventasso.

## Storia
Il nome Vaglie deriva dal latino Vagus, ossia Vagante; ciò ricorda il passaggio di diversi popoli, in età antica, tra cui i Liguri.
Un'altra ipotesi abbastanza accreditata relativa all'origine del nome, deriva dal fatto che nella zona fossero presenti numerosi branchi di lupi ( "love" in dialetto ). Dalla storpiatura del termine "love", segue "lovejie" fino ad arrivare all'italianizzazione moderna "Le Vaglie" o "Vaglie".
Alla cittadina di Vaglie è legata la cantante e conduttrice televisiva Iva Zanicchi, ivi nata nel 1940.
Alla cittadina è dedicato il brano musicale "Vieni a Vaglie" del cantautore reggiano originario di Pecorile Martino Spadoni.